# Scratch the Surface
Scratch the Surface is het derde studioalbum van de Amerikaanse punkband Sick of It All. Het album werd op 18 oktober 1994 uitgegeven via het platenlabel East West Records en is daarmee de eerste uitgave van de band via een label dat niet onafhankelijk is. Wel werd de Amerikaanse lp-versie gedistribueerd door het onafhankelijke Equal Vision Records. Het album is verschillende keren door andere labels in verscheidene landen heruitgegeven.

## Nummers
1. "No Cure" - 2:58
2. "Insurrection" - 1:50
3. "Consume" - 3:42
4. "Who Sets the Rules" - 2:45
5. "Goatless" - 1:21
6. "Step Down" - 3:15
7. "Maladjusted" - 2:25
8. "Scratch the Surface" - 2:51
9. "Free Spirit" - 1:53
10. "Force My Hand" - 2:28
11. "Desperate Fool" - 1:52
12. "Return to Reality" - 2:43
13. "Farm Team" - 2:22
14. "Cease Fire" - 2:58

## Muzikanten
| Band - Craig Setari - basgitaar - Armand Majidi - drums - Pete Koller - gitaar - Lou Koller - zang | Achtergrondzang - Brian BTJ - Timothy Shaw - Fred Bortolotti - Billy Anderson |